# Araneus marmoreus
Araneus marmoreus es una especie de arañas araneomorfas de la familia Araneidae.

## Subespecies
- Araneus marmoreus trapecio (Franganillo, 1913)

## Localización y características
Esta especie se localiza en la zona Holártica, su subespecie en España.
La característica principal es su color amarillento a anaranjado en el abdomen, con vetas de color negro y marrón.